# Beech Bottom
Beech Bottom é uma vila localizada no estado norte-americano de Virgínia Ocidental, no Condado de Brooke.

## Demografia
Segundo o censo norte-americano de 2000, a sua população era de 606 habitantes. 
Em 2006, foi estimada uma população de 568, um decréscimo de 38 (-6.3%).

## Geografia
De acordo com o United States Census Bureau tem uma área de 
2,2 km², dos quais 2,2 km² cobertos por terra e 0,0 km² cobertos por água.

## Localidades na vizinhança
O diagrama seguinte representa as localidades num raio de 8 km ao redor de Beech Bottom. 